# Incêndio de Moscou (1812)

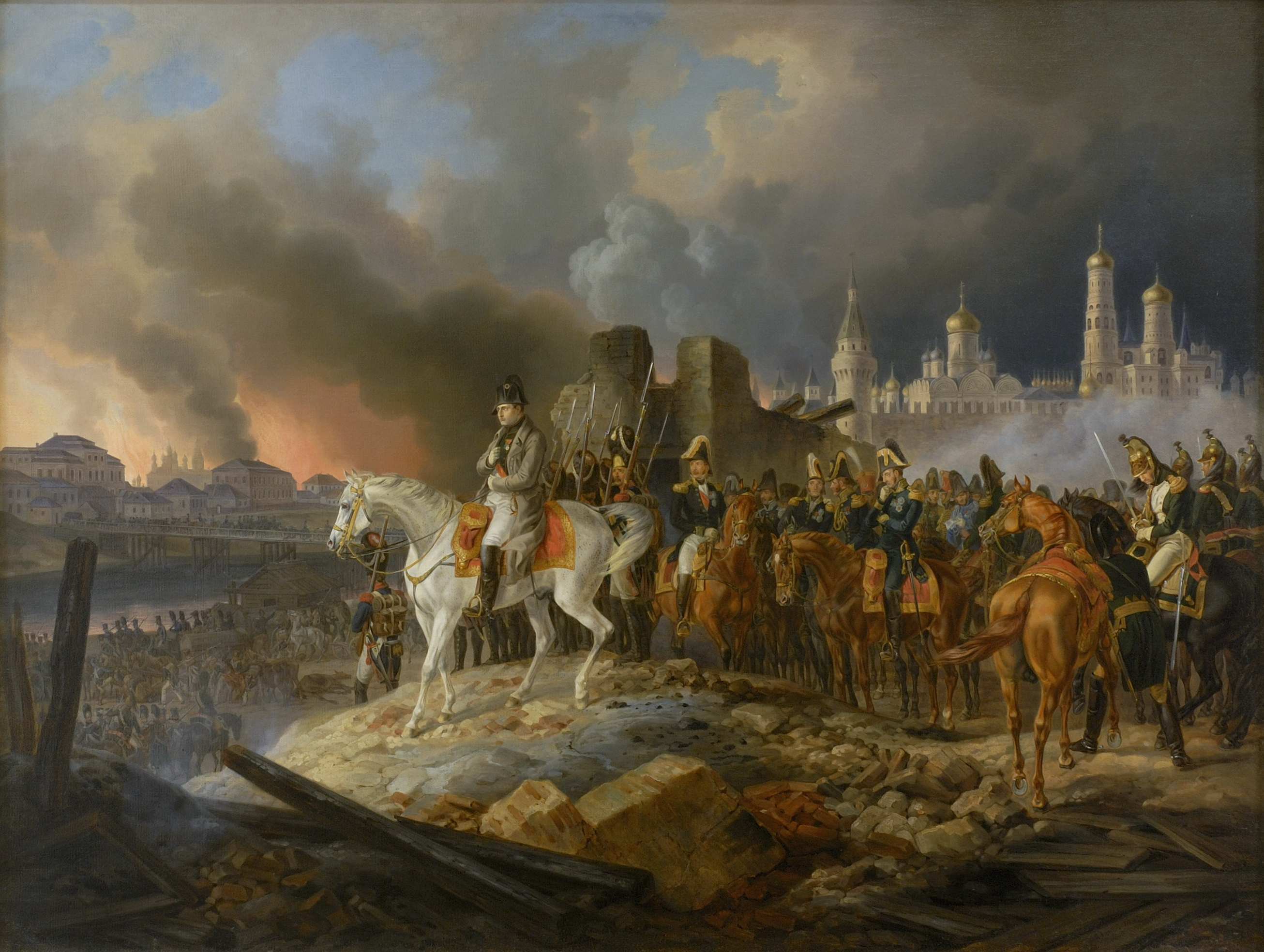
Napoleão em Moscou em chamas - Adam Albrecht

Durante a ocupação francesa de Moscou, o Incêndio de Moscou de 1812 persistiu de 14 a 18 de setembro de 1812 e praticamente destruiu a cidade. As tropas russas e a maioria dos residentes restantes haviam abandonado Moscou em 14 de setembro de 1812, pouco antes das tropas do imperador francês Napoleão entrarem na cidade após a Batalha de Borodino. O governador militar de Moscou, o conde Fiódor Rostopchin, tem sido frequentemente acusado de organizar a destruição da antiga capital sagrada para enfraquecer ainda mais o exército francês na cidade queimada.

## Extensão do desastre
... Em 1812, havia aproximadamente 4 000 estruturas de pedra e 8 000 casas de madeira em Moscou. Destes, permaneceram após os incêndios apenas cerca de 200 dos edifícios de pedra e cerca de 500 casas de madeira, juntamente com cerca de metade das 1 600 igrejas, embora quase todas as igrejas tenham sido danificadas em alguma medida. O grande número de igrejas que escaparam da destruição total pelas chamas é provavelmente explicado pelo fato de que os utensílios de altar e outros apetrechos eram feitos de metais preciosos, o que imediatamente atraiu a atenção dos saqueadores. De fato, Napoleão mandou fazer uma varredura sistemática para a prata da igreja, que foi parar em seu baú de guerra, o tesouro móvel. 
O tratamento desses russos deixados para trás, civis ou soldados, pelos franceses foi misto: segundo uma fonte russa, eles destruíram mosteiros e explodiram monumentos arquitetônicos. As igrejas de Moscou foram deliberadamente transformadas em estábulos e latrinas. Padres que não desistiram dos santuários da igreja foram assassinados selvagemente, freiras foram estupradas e fogões foram disparados usando ícones antigos. Por outro lado, Napoleão garantiu pessoalmente que comida suficiente fosse entregue a Moscou para alimentar todos os russos deixados para trás que foram alimentados, independentemente do sexo ou idade. Ainda assim, os edifícios restantes tinham espaço suficiente para o exército francês. Como raciocinou o General Marcelino Marbot:
"Costuma-se afirmar que o incêndio de Moscou (...) foi a principal causa do fracasso da campanha de 1812. Esta afirmação parece-me contestável. Para começar, a destruição de Moscou não foi tão completa que não restaram casas, palácios, igrejas e quartéis suficientes para acomodar todo o exército [por um mês inteiro]." 

## Reconstrução da cidade
O processo de reconstrução após o incêndio sob o governador militar Alexander Tormasov (1814-1819) e Dmitry Golitsyn (1820-1840) foi gradual, durando mais de uma década.